# Stenolis polytaenia
Stenolis polytaenia là một loài bọ cánh cứng trong họ Cerambycidae.